# Subroto Roy Chowdhury

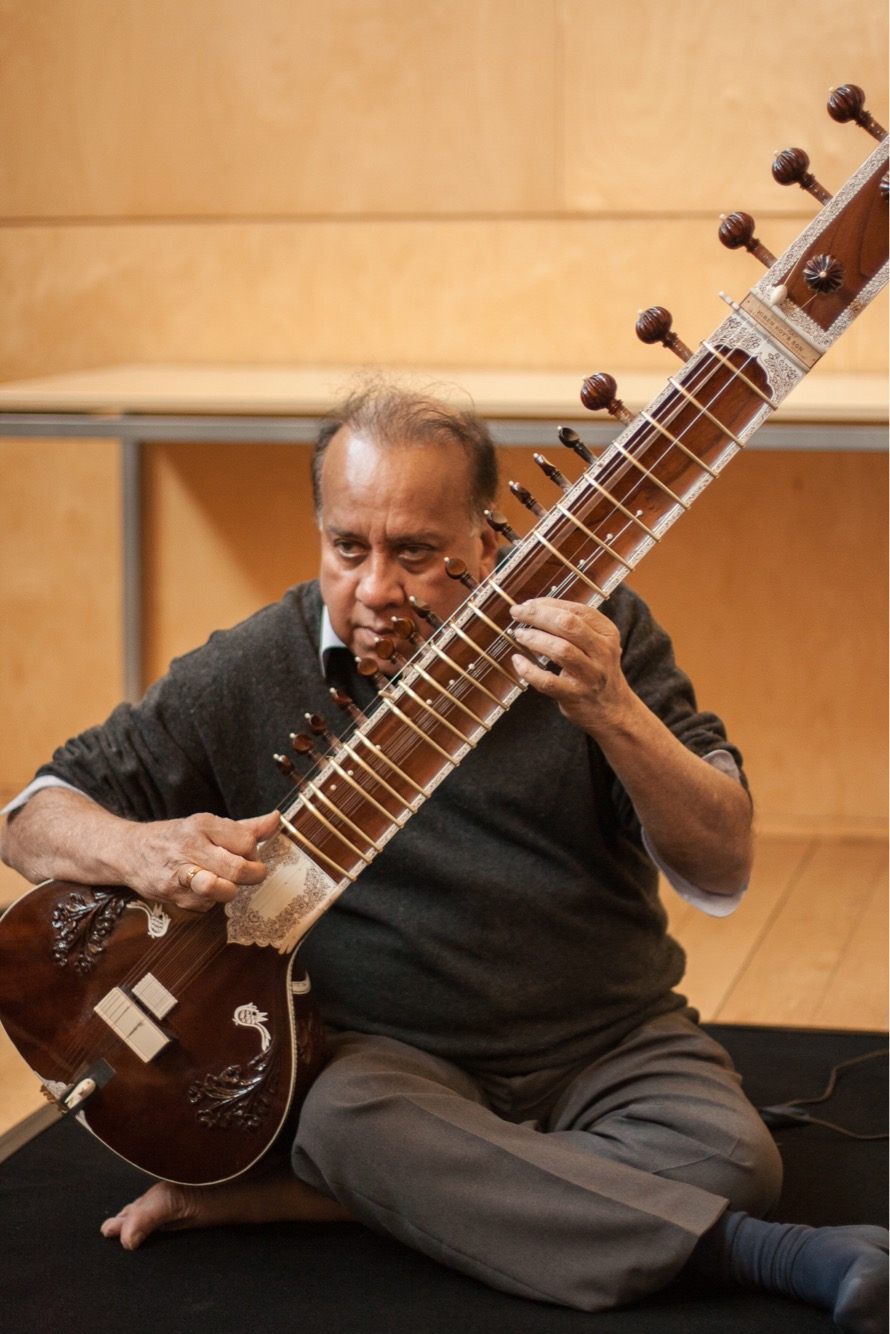
Subroto Roy Chowdhury

Subroto Roy Chowdhury (* 29. Januar 1943 in Kalkutta; † 22. Mai 2017 in Berlin) war ein indischer Sitar-Spieler der klassischen nordindischen Musik, die er im traditionellen Dhrupad-Stil, überwiegend der Jaipur-Senia-Gharana, und im leichteren Khyal-Stil vortrug. Neben Kalkutta besaß Chowdhury einen Wohnsitz in Berlin. Er gab regelmäßig Konzerte, vor allem in Deutschland und anderen europäischen Ländern.

## Werdegang
Chowdhuri ging in Kalkutta in eine englische Missionsschule und erhielt den ersten Sitarunterricht im Alter von 13 Jahren bei Nirmal Chakravarty. Seine späteren Lehrer unterrichteten ihn im heute populären Khyal und in der strengeren Tradition des älteren Dhrupad. Zu ihnen gehörten der Dhrupad-Meister Birendra Kishore Roy Chowdhury (um 1901–1972), der Rudra Vina, Sursingar und Seni Rabab spielte. Die letzten beiden Lauteninstrumente sind nahezu verschwundene Kombinationen aus Saraswati Vina und afghanischer Rubab. Weitere, damals einflussreiche Dhrupad-Lehrer waren der in Indore geborene Sänger Nasir Aminuddin Dagar (1923–2000), bei dem Chowdhuri in einer formellen Zeremonie (ganda bandhan) als Schüler der Gharana aufgenommen wurde, und der Sarod-Spieler Radhika Mohan Maitra (1917–1981). Die Familie des letztgenannten Musikers stammte aus Ost-Bengalen, dem heutigen Bangladesch. Aminuddin Dagar und sein Bruder Moinuddin Dagar waren in Kalkutta die führenden Vertreter der klassischen, auf den Mogul-Hofmusiker Tansen zurückgehenden Senia-Gharana in der Dhrupad-Tradition. Später nahm Chowdhury Unterricht in der westindischen Sitar-Schule der Jaipur-Senia-Gharana bei Bimal Mukherjee, der zu dieser Zeit ihr führender Vertreter war.
1964 begann seine Karriere vor dem Publikum von Kalkutta. Es folgten mehrere Auszeichnungen bei Musikwettbewerben im staatlichen Rundfunk All India Radio. 1969 erhielt er den Titel Surmani bei einem Musikfestival in Mumbai. Seit den 1970er Jahren ist er regelmäßig auf Konzerttourneen in Westeuropa unterwegs. Er wurde von  Rundfunkanstalten in Deutschland, Frankreich, der Schweiz und Großbritannien sowie zu Festivals eingeladen. Chowdhuri trat unter anderem auf dem North Sea Jazz Festival in Den Haag, den Tübinger Jazz- und Klassiktagen, den Berliner Festtagen und in Ljubljana auf. Auf Einladung des Ali Akbar Khan College spielte er in den USA. 1977 wurde Chowdhury in Indien zum Musiker des Jahres gewählt. 
1998 und 2001 leitete er zusammen mit dem Tablaspieler Saibal Chatterjee einen Workshop für indische Musik an der Hochschule für Musik Franz Liszt Weimar. In Kalkutta gab er privaten Musikunterricht. Seine Tochter Sohini Roychowdhury ist Bharatanatyam-Tänzerin.

## Spielweise
Von Birendra Kishore rührt Chowdhuris Spielweise eines sich langsam entwickelnden Alap, dem nicht-metrischen Eröffnungsteil eines Ragas und des nachfolgenden meditativen Jod, in dem die leer gezupften Bordunsaiten der Sitar eine rhythmische Struktur bilden. In Chowdhuris Sitarspiel wird seine Vorliebe für den Dhrupad des 19. Jahrhunderts mit den sanft klingenden Tonfolgen der Vina und Rubab erkennbar. In Indien gilt er als progressiver Traditionalist.
Chowdhury spielte bei Vormittagskonzerten häufig den Raga Bhairav, einen Morgenraga, der als sehr alt gilt und eine meditative Stimmung erzeugt. Selten gehört und wenig bekannt sind der Raga Jaijaiwanti oder der sehr alte Raga Shree, deren strenges Strukturgerüst besonders schwierig auszugestalten ist. Hier brachte Chowdhury sein klares und feines Melodiespiel hinein, wobei er in der improvisierenden Ornamentation (gamak) enorm schnell und virtuos werden konnte.
Neben klassischen indischen Ragas spielte Chowdhuri auch zusammen mit Jazzmusikern west-östliche Fusionmusik. Auf dem Album Explorations, das 1987 im Tonstudio Bauer in Ludwigsburg aufgenommen wurde, ist er in drei Kompositionen mit dem Sopransaxophonisten Steve Lacy zu hören. 2001 war Chowdhury mit der experimentierfreudigen chinesischen Guzheng-Spielerin Xu Fengxia und dem Tabla-Spieler Saibal Chatterjee auf Konzerttournee.

## Diskografie
- Calcutta Meditation. Mit Asit Pal (Tabla). Enja Records 1983
- Serenity. Mit Manikrao Popatkar (Tabla). India classics jazzpoint, Stuttgart 1986
- Explorations. Mit Steve Lacy (Sopransaxofon) und Shibsankar Ray (Tabla). India classics jazzpoint, Stuttgart 1987
- Meditation Raga. Sitar solo in Kaushiki Kanada. India classics jazzpoint, Stuttgart 1987
- Music for Meditation. Mit Asit Pal (Tabla). Nataraj Music, Düsseldorf 1988
- Raga Malkauns. Mit Asit Pal (Tabla). Nataraj music, Düsseldorf 1988
- Colours of India. Mit Asit Pal (Tabla). Autogram, Nottuln
- Morning Raga Ahir Bhairav. Mit Asit Pal (Tabla). India classics jazzpoint, Stuttgart 1993
- The Indian Sunset. Mit Saibal Chatterjee (Tabla). India classics jazzpoint, Stuttgart 1996
- The Indian Sunset. Mit Saibal Chatterjee (Tabla). India classics jazzpoint, Stuttgart 1998
- From Dusk to Dawn. Mit Saibal Chatterjee (Tabla). Hindusthan Records 2001
- Sanjog. Jugalbandi mit Madhuri Chattopadhyay (Violine) und Sankha Chatterjee (Tabla). Felmay, Turin (Italien) 2003
- Morning Ragas. Mit Saibal Chatterjee (Tabla) . Hindusthan Records
- Sunrise. Mit Saibal Chatterjee (Tabla)
- Sympathy. Mit Sanjib Pal (Tabla). Bihaan Music, Kalkutta 2009